# Rio Preto da Eva
Rio Preto da Eva è un comune del Brasile nello Stato dell'Amazonas, parte della mesoregione di Centro Amazonense e della microregione di Rio Preto da Eva.